# Phortica tanabei
Phortica tanabei är en tvåvingeart som beskrevs av Chen och Masanori Joseph Toda 2005. Phortica tanabei ingår i släktet Phortica och familjen daggflugor. Inga underarter finns listade i Catalogue of Life.